# Czworobok (jeździectwo)
Czworobok – miejsce przeprowadzania konkursów w ujeżdżeniu. Czworoboki mogą być piaszczyste lub trawiaste i mieć wymiary 20 x 40 m (tzw. "mały czworobok", klasy niższe) albo 20 x 60 m ("duży czworobok", klasy wyższe). Czworobok jest oznaczony tablicami z literami i ogrodzony szrankami.

Duży czworobok